# Planchonella latihila
Planchonella latihila är en tvåhjärtbladig växtart som beskrevs av Jérôme Munzinger och Swenson. Planchonella latihila ingår i släktet Planchonella och familjen Sapotaceae. Inga underarter finns listade i Catalogue of Life.